# Rohr-Schraubzwinge

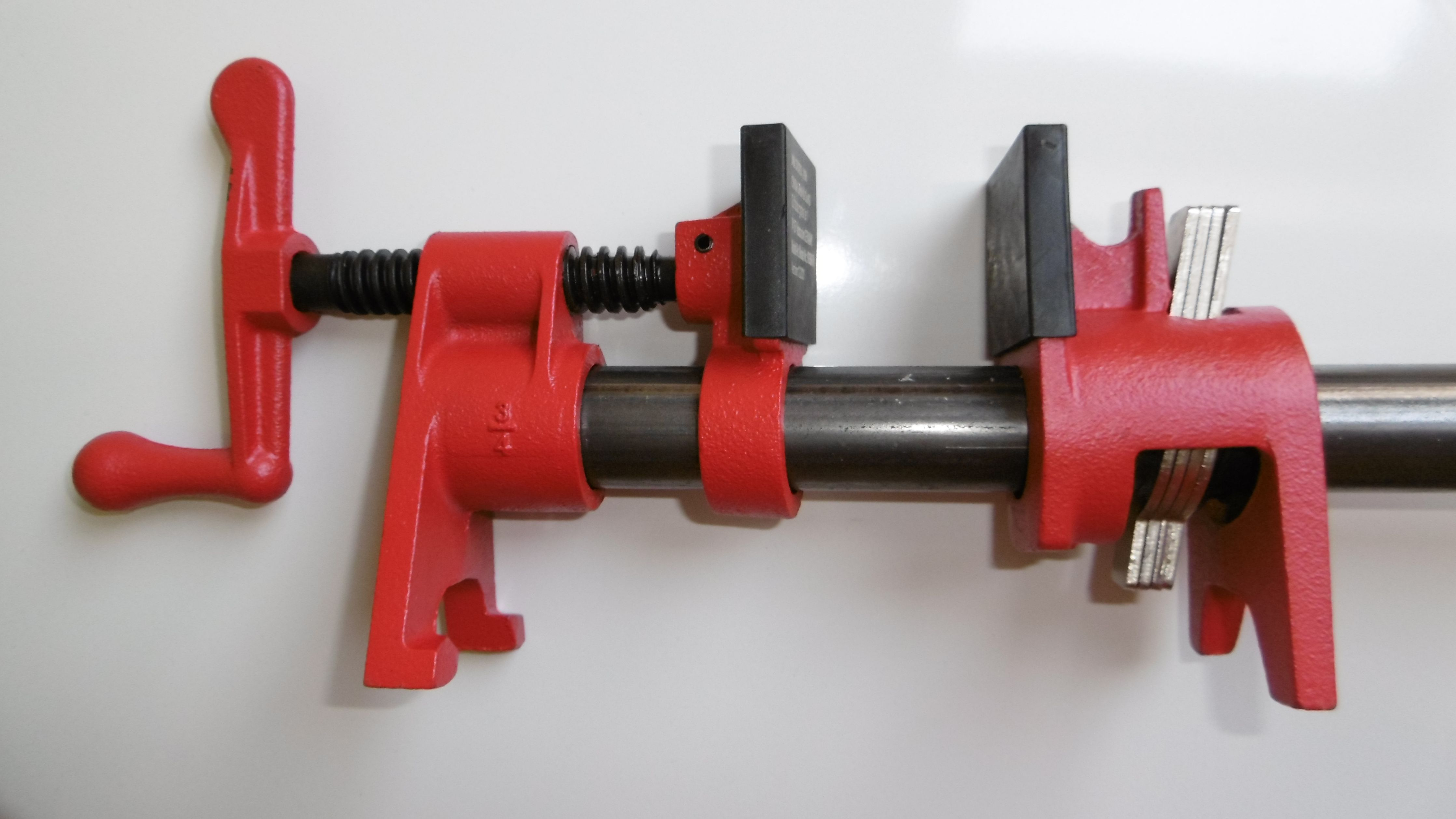
Rohr-Schraubzwinge

Eine Rohr-Schraubzwinge ist eine lange Schraubzwinge aus zwei Gussteilen als Spannbacken und einem Rohr als Schaft. Verwendet wird sie zum Verleimen von Leimholz-Brettern und großen Rahmen. Sie ist deutlich preiswerter als eine gleich lange Schraubzwinge.

## Konstruktion
Die Rohr-Schraubzwinge besteht aus zwei Gussteilen und einem Rohr. Die Gussteile bilden die zwei Spannbacken und werden als Set verkauft. Das Rohr wird in passender Länge extra erworben.

### Die Gussteile
Das feste Gussteil hat ein Innengewinde und wird damit fest mit dem Rohr verbunden. Das feste Gussteil hat eine Spindel, mit der die bewegliche Spannbacke festgezogen wird. Das bewegliche Gussteil wird als Gegenlager von der anderen Seite auf das Rohr geschoben. Es hat vier starke Blechlamellen, die mit einer Feder schräg auf das Rohr drücken und sich darauf fest verkeilen.

### Das Rohr

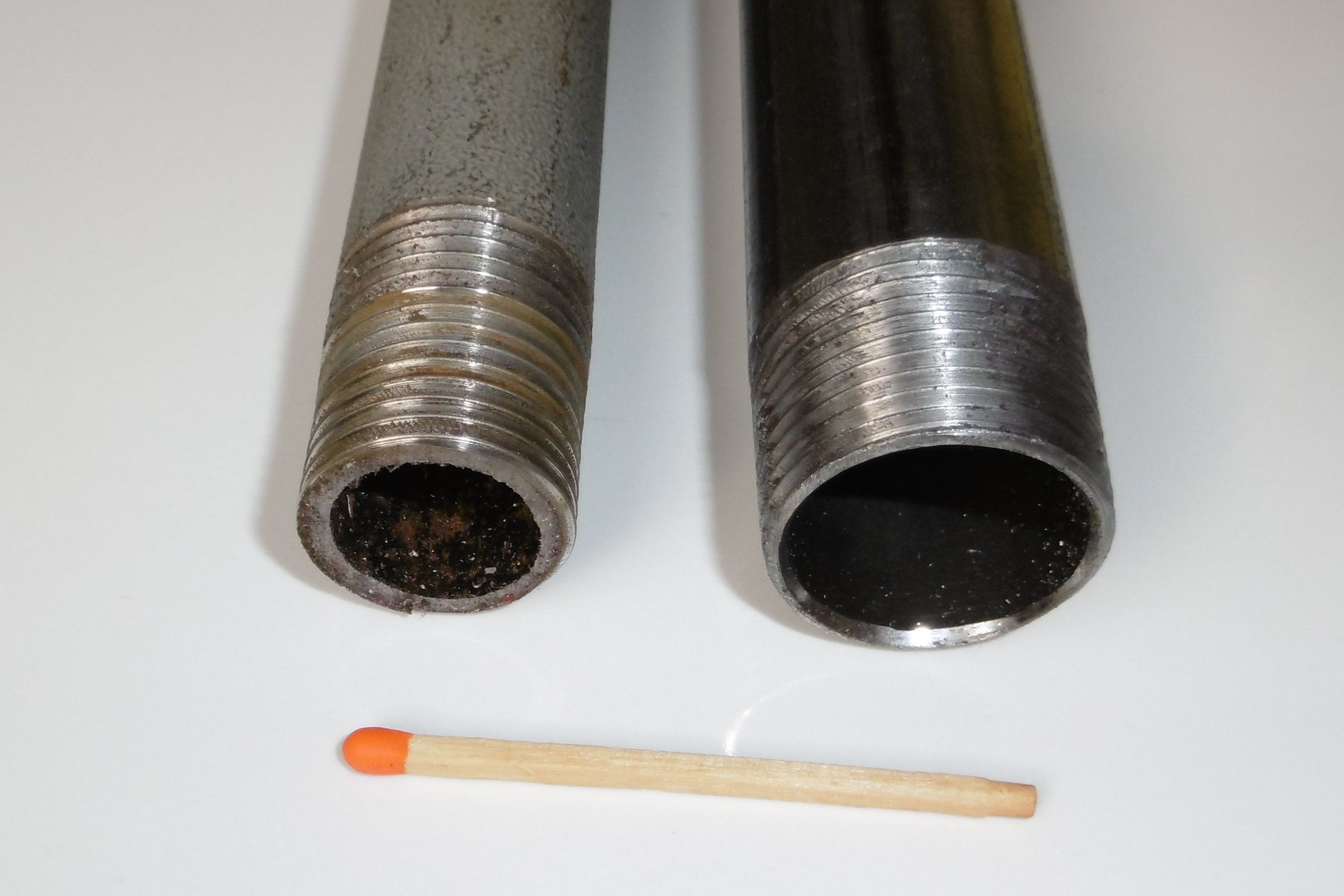
1/2 Zoll und 3/4 Zoll

Das Rohr verbindet die zwei Gussteile. Dafür wird ein 3/4-Zoll-Heizungs- oder -Wasserrohr verwendet, mit einem Außendurchmesser von 26 bis 27 mm und einer Wandstärke von 2,5 bis 3,6 mm. Meist wird ein preiswertes Schwarzrohr benutzt, denn auf einem verzinkten Rohr hält die bewegliche Backe nicht so gut. Die Rohrlänge wird nach Bedarf gewählt. Die Spannweite der Zwinge ergibt sich aus Rohrlänge abzüglich die zwei Spannbacken mit insgesamt etwa 15 cm. Wasserrohre werden als 6 m lange Stangen verkauft. Eine Stange eignet sich gut für 4 Rohre à 1.500 mm für 4 Zwingen mit einer Spannweite von etwa 135 cm, beispielsweise für eine breite Tischplatte. Auf einer Seite des Rohres wird mit einer Schneidkluppe ein leicht konisches 3/4-Zoll-Gewinde geschnitten, damit das Rohr in das Innengewinde der festen Spannbacke passt.
Für kleinere Werkstücke gibt es auch Spannbacken für 1/2-Zoll-Rohre. Dünne Rohre biegen sich aber stärker durch und eignen sich nicht für größere Spannweiten.

## Anwendung

### Leimholzbretter
Rohr-Schraubzwingen werden häufig für Selber-Leimen von Leimholzbrettern benutzt. Pro Meter Länge des zu leimenden Brettes braucht man mindestens 4 Zwingen. Die Hälfte der Zwingen werden im Abstand von 30 bis 60 cm nebeneinander gelegt. Gehobelte Holzstäbe oder Holzbrettchen unterschiedlicher Länge werden flächig mit Holzleim oder Polyurethanklebstoff bestrichen und flach oder hochkant auf die Zwingen-Unterlage gelegt und aneinandergereiht und leicht gespannt. Damit sich das Leimholz nicht nach oben wölbt, wird zwischen zwei unten liegende Schraubzwingen je eine von oben aufgelegt. Die unten und oben liegenden Zwingen werden gleichmäßig nach und nach gespannt und so wird die Wölbung gegenseitig aufgehoben.

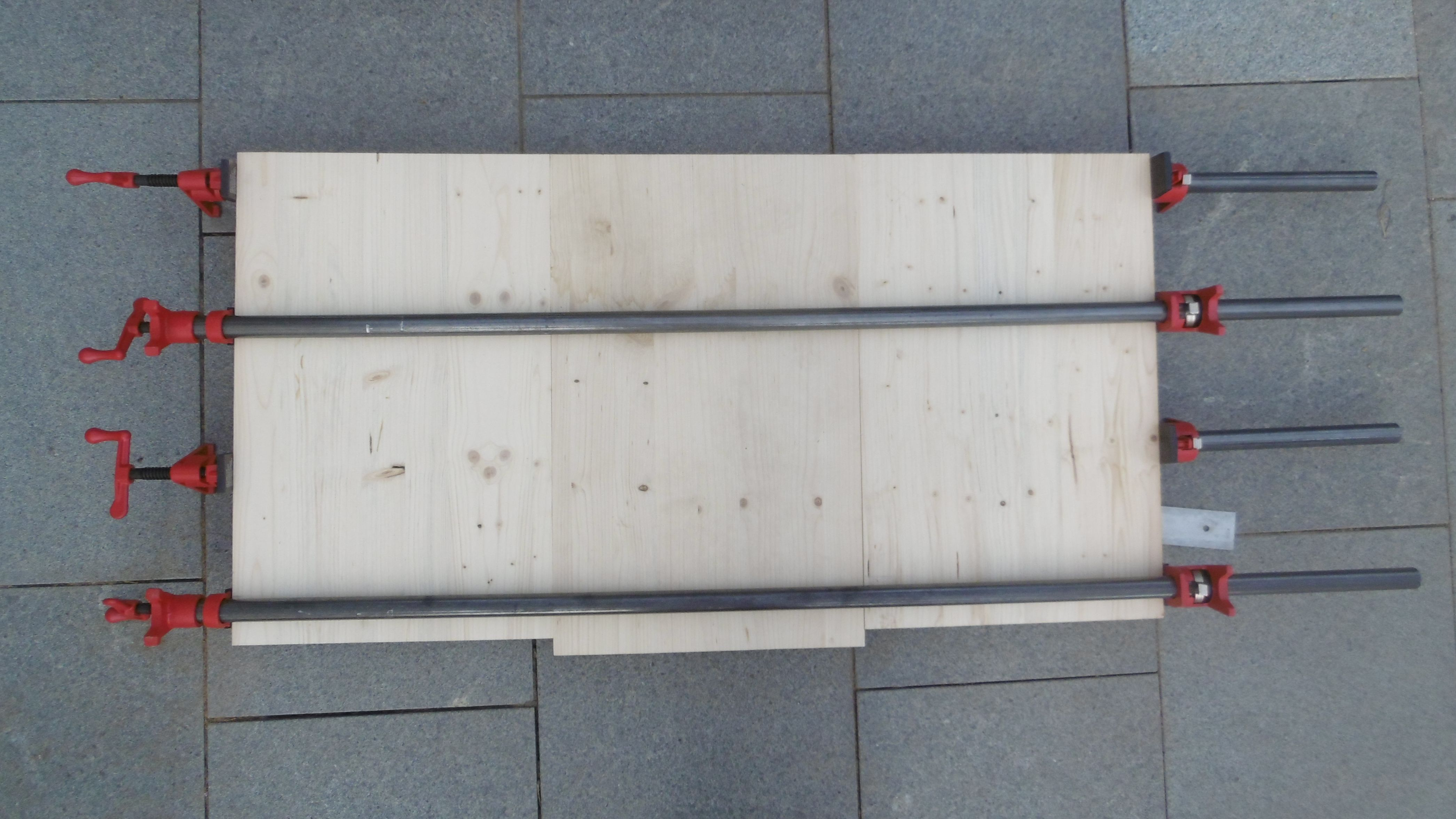
Wölbung vermeiden
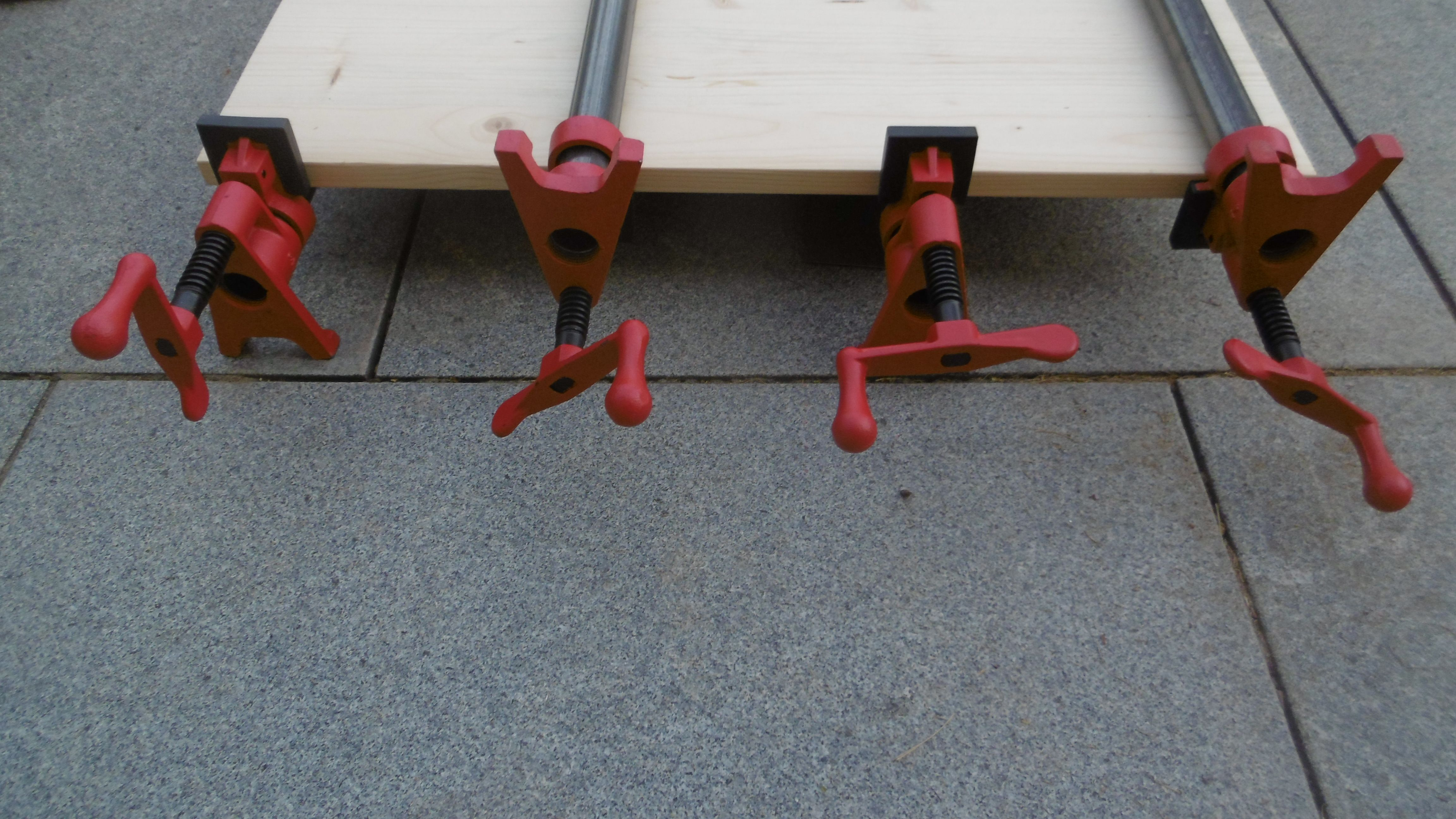
oben und unten
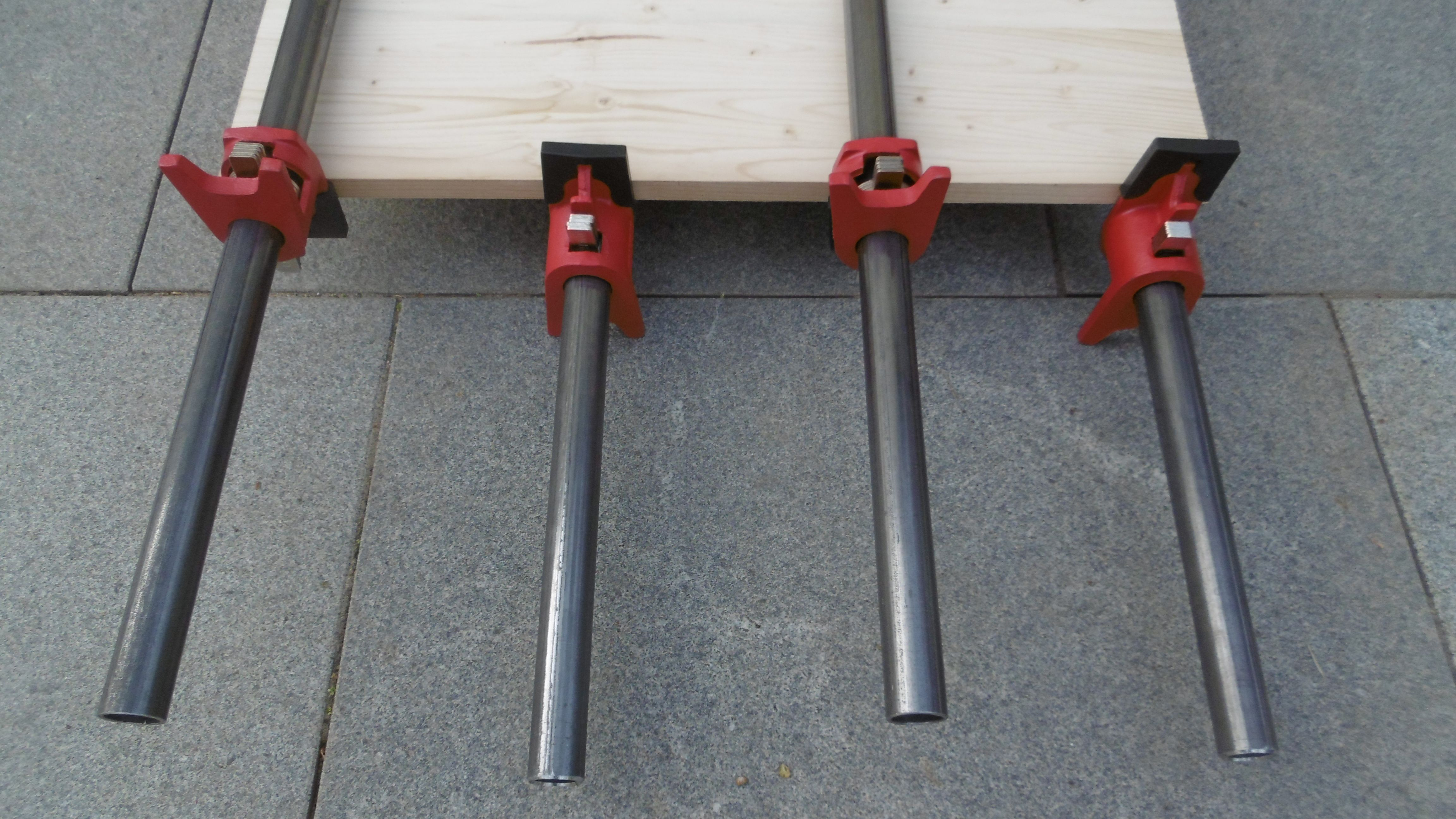
gleichmäßig spannen

### Große Rahmen

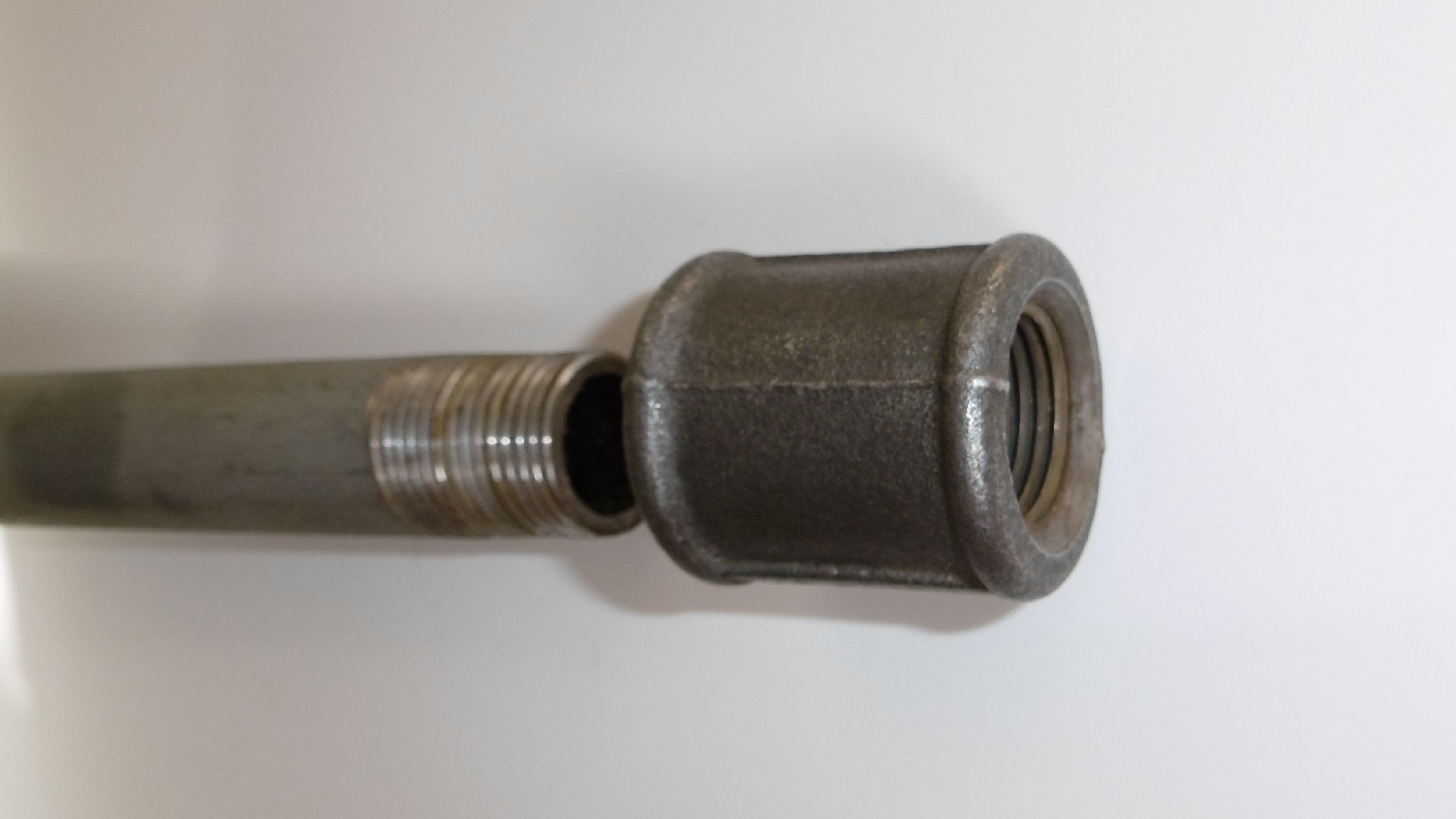
Rohr-Verlängerung mit Muffe

Geeignet ist die Rohr-Schraubzwinge auch zum Bau großer Rahmen, Türrahmen, Türen und Tore, oder auch für größere Möbel (Schrank, Sideboard, Kommode). Zu diesem Zweck können die Rohre auch mit einem weiteren Rohrstück und einer Rohr-Verbindungsmuffe verlängert werden, wenn eines der Rohre beidseitig mit einem Gewinde versehen ist.